# Il candidato - Zucca presidente
Il candidato - Zucca presidente è una serie televisiva italiana, prodotta da Cross Productions e Rai Fiction per Rai 3, in onda a partire dal 23 settembre 2014 al 2015, con protagonisti Filippo Timi e Lunetta Savino.
Si tratta di una situation comedy comica ambientata nel mondo della politica, ispirata alla serie francese Hénaut Président.

## Produzione
La serie è stata trasmessa dal 23 settembre 2014, in seconda serata su Rai 3 una volta a settimana, il martedì, alla fine del talk show Ballarò. Ogni episodio è stato inoltre replicato la domenica successiva, al termine di Gazebo. La prima stagione, composta da venti episodi, è andata in onda dal 23 settembre 2014 al 17 febbraio 2015, mentre la seconda stagione è in onda dal 3 marzo all'8 giugno 2015.

## Trama
Piero Zucca è un postino imbranato che vince per caso le primarie di un grande partito, diventandone il candidato premier; nella sua campagna elettorale è affiancato da uno staff composto dal capo staff Bianca De Mojana, il coordinatore nazionale del partito Alfredo Calligari, il membro della segreteria politica Claudio Sereni, il capo ufficio stampa Massimo Guastella, il ghost writer ed esperto di social media Zeno Miranda, e la stilista Noemi Veron.

## Personaggi e interpreti
- Piero Zucca, interpretato da Filippo Timi.
Candidato premier.
- Bianca De Mojana, interpretata da Lunetta Savino.
Capo staff.
- Alfredo Calligari, interpretato da Bebo Storti.
Coordinatore nazionale del partito.
- Claudio Sereni, interpretato da Antonio Catania.
Membro della segreteria politica.
- Massimo Guastella, interpretato da Christian Ginepro.
Capo ufficio stampa.
- Zeno Miranda, interpretato da Flavio Furno.
Ghost writer ed esperto di social media.
- Noemi Veron, interpretata da Marina Rocco.
Stilista.
- Santachiara, interpretato da Massimo Ghini.
Magistrato anti-mafia avversario politico di Zucca.
- Cecilia, interpretata da Lucia Mascino.
Moglie di Zucca.

## Episodi
| Stagione         | Episodi | Prima TV Italia |
| ---------------- | ------- | --------------- |
| Prima stagione   | 20      | 2014-2015       |
| Seconda stagione | 20      | 2015            |